# يلو كلاو
يلو كلاو (yellow Claw)  فرقة دي جي وإنتاج موسيقي ثلاثية من أمستردام،هولاندا .تضمن الفريق في البداية كل من "جيم أسجيير" (Jim Aasgier) و "نيزيل (NIZZILE) و حتي عام 2016 إنضم " إم سي بيزي" (بالإنجليزية: MC Bizzey)‏ للفريق .قام الفريق بإحياء سهرة (بالإنجليزية: Tomorrowland)‏ العالمية و المخصصة لموسيقى الرقص الإلكترونية في سنة 2017 .

## روابط خارجية
- يلو كلاو على موقع IMDb (الإنجليزية)
- يلو كلاو على موقع ميوزك برينز (الإنجليزية)
- يلو كلاو على موقع أول ميوزيك (الإنجليزية)
- يلو كلاو على موقع ديسكوغز (الإنجليزية)